# توچیما
توچیما (به لاتین: Tuszyma) یک منطقهٔ مسکونی در لهستان است که در Gmina Przecław واقع شده‌است.

## خصوصیات
توچیما ۲٬۴۰۵ نفر جمعیت دارد.